# 泰爾泰爾峰

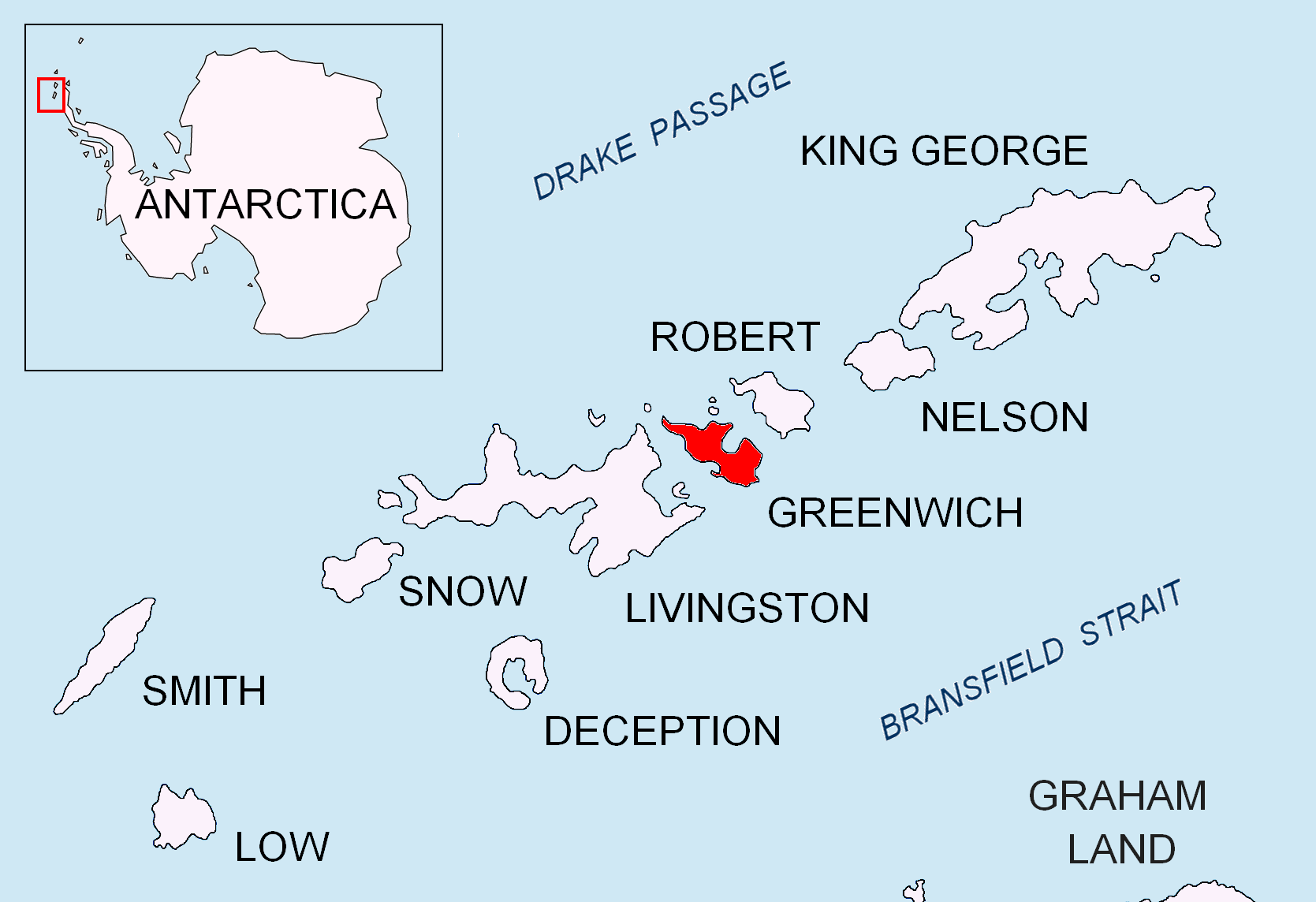

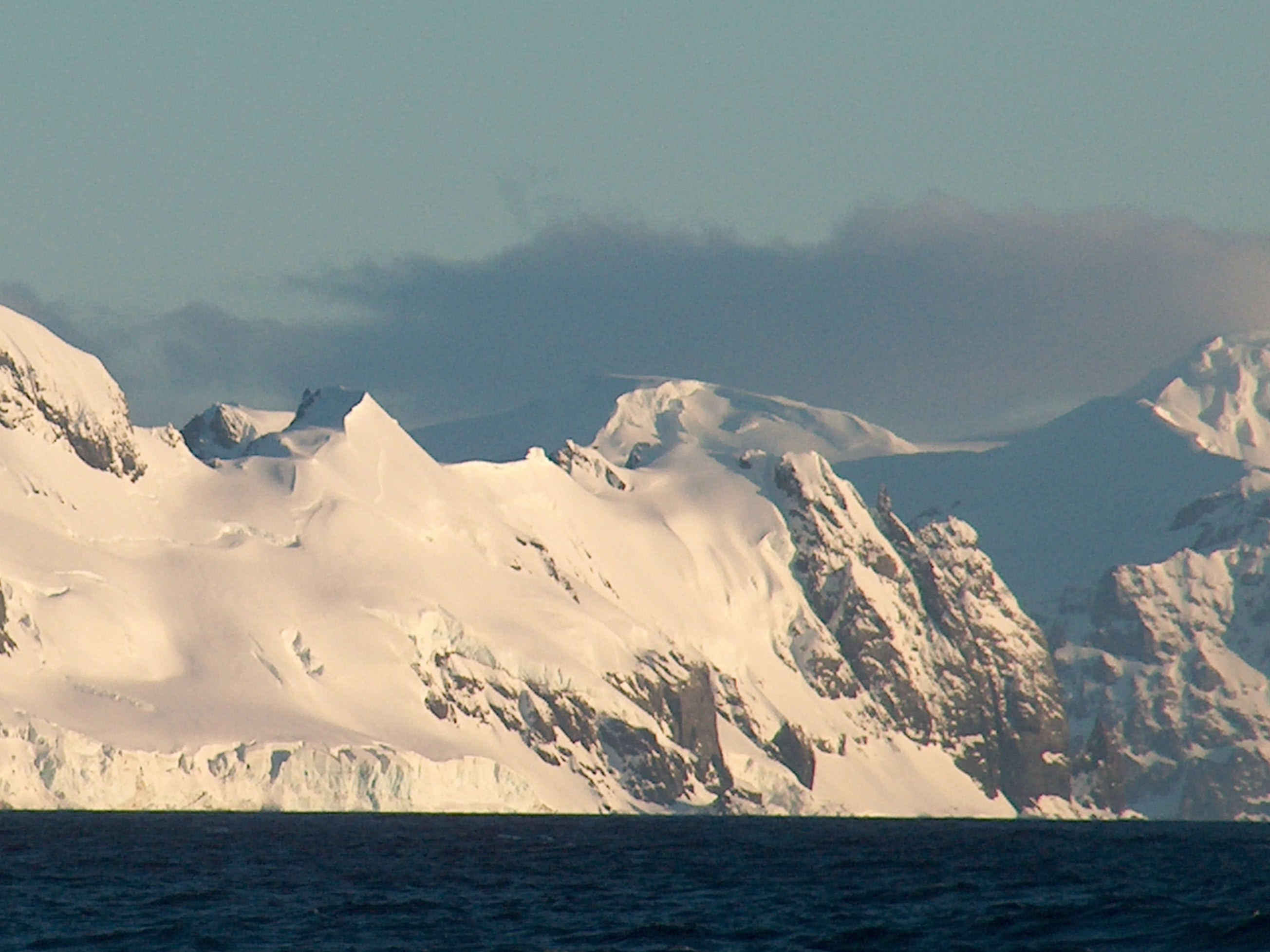

泰爾泰爾峰（英語：Terter Peak）是南極洲的山峰，位於南设得兰群岛中格林尼治島的布雷茲尼克高地，海拔高度570米，處於奧博里什泰嶺東南面1.77公里、科雷亞角以南3.61公里、莫姆奇爾峰西南面1.77公里和埃夫賴姆崖以北2.07公里，該海岬現時由南極條約體系管理。

## 外部連結
- SCAR Composite Gazetteer of Antarctica（页面存档备份，存于）.

62°32′18″S 59°43′03″W / 62.53833°S 59.71750°W